# Nepolapitelní
Nepolapitelní (v anglickém originále Tracers) je americký akční film z roku 2015. Režie se ujal Daniel Benmayor a scénáře Kevin Lund, Leslie Bohem, Matt Johnson, Matthew Johnson a T. J. Scott. Hlavní role hrají Taylor Lautner, Marie Avgeropoulos, Adam Rayner a Rafi Gavron. Film měl premiéru ve Spojených státech dne 20. března 2015. V České republice nebyl promítán v kinech.

## Obsazení
- Taylor Lautner jako Cam
- Marie Avgeropoulos jako Nikki
- Adam Rayner jako Miller
- Rafi Gavron jako Dylan
- Luciano Acuna Jr. jako Tate
- Josh Yadon jako Jax
- Johnny M. Wu jako Jerry
- Sam Medina jako Hu
- Amirah Vann jako Angie
- Christian Steel jako Joey
- Wai Ching Ho jako  Chen
- Christopher Jackson jako Lonnie

## Přijetí

### Recenze
Na recenzní stránce Rotten Tomatoes získal z 26 započtených recenzí 27 procent s průměrným ratingem 4,5 bodů z deseti. Na serveru Metacritic snímek získal z 13 recenzí 45 bodů ze sta. Na Česko-Slovenské filmové databázi si snímek k 2. srpnu 2018 drží 52 procent.

### Nominace
Film získal dvě nominace na cenu Teen Choice Awards, a to v kategoriích nejlepší akční film a nejlepší mužský herecký výkon v akčním filmu (Lautner).